# Cinétrange

Cinétrange est un fanzine français spécialisé dans le cinéma fantastique et le cinéma Bis et de manière étendue, à toutes les productions concernant le cinéma de genre et le cinéma indépendant. La publication des numéros papier est conjointe avec le site officiel ouvert depuis l'an 2000.
Créé en tant que Ciné Scope en 1997 par Jérôme Spenlehauer, le fanzine change de nom en 2002 pour celui de Cinétrange.
De 1997 à 2011, grâce à l'association Sin'Art, Cinétrange a fait paraitre 19 numéros, un hors-série "100 ans de fantastique francophone", une publication numérique en format pdf consacrée au cinéma policier, et édité trois DVD de courts-métrages indépendants.